# Красен Камбуров
Красен Камбуров е български поет, есеист, драматург, белетрист и преводач. 

## Биография
Красен Камбуров е роден на 21 ноември 1949 г. в Пловдив. От 1950 г. живее в София. Завършил е българска филология в Софийския университет „Климент Охридски“. Работил е в редакцията на сп. „Философски алтернативи“ и в отдел „Архиви“ на Националния литературен музей. Член на Съюза на българските писатели от 2012 г.

### Поезия
Автор на 12 стихосбирки и 12 поеми, сред които публикувани са:
- „Животът на героя“ (1995)
- „Дати. Девет поеми за Милена“ (1996)
- „Полтъргайст. Книги-шрапнели“
- „Великден. Обреден епос за неопознати летящи обекти“ (2000)
- „Съборна книга“ (2016) – сборник с по-важната, издадена и неиздадена лирика на автора, с обем от над 400 страници.

Публикувал е поезия във в. Литературен форум и др.

### Есета
Събрани са в 4 тома под общо заглавие „Връзка готически ключове“. Посветени на проблеми от Хораций до Кафка, повечето от тях са публикувани в Съвременник, Летописи, Пламък, Философски алтернативи, Култура, Словото днес както и в литературните седмичници. Излизал е и с рецензии и отзиви в текущия културен живот.
- „Сатириконите на Абарбарея“ (2015)[7]
- „Изкушения в здрача. Редове за художници" (2018)[8]
- "Връзка готически ключове" (2024)

### Романи
- „Водопадът“ (2011)
- „Пътят на ослепените. Покаяние за Беласица“ (2012)[9]. Отличен е с награда за „Роман на годината 2012“ от Съюза на българските писатели.[10]
- „Осияние днес. Роман за взривяването на Мавзолея“ (2014)[11], финалист в Националната литературна награда за Български роман на годината „13 века България“, 2015 [12]
- „Заветът на Медея“ (2017)
- „Камъкът от Ватерло“ (2021)

### Драми
Издадени в сборника „Седем пиеси“ (2014), съдържащ:
- „Беба“ (1999)
- „Жадувани от птиците“ (1999)
- „Всеки пет лета“ (2000)
- „Глина“ (2010)
- „Календи нула“ (2013)
- „Като куче“ (2013)
- „Спонтанно“ (2013)

### Преводи
- „Дванадесет руски поета“ – антология от М. Ломоносов до С. Чьорний (неиздадена)
- „Четвъртият ешелон“ (1984) – том руска проза